# Российское христианское демократическое движение
Российское христианское демократическое движение (РХДД) — политическая партия в России. Создана в 1990 году. Лидер — Виктор Аксючиц.

## За демократическую Россию
7—8 апреля 1990 года состоялась учредительная конференция РХДД, принявшая устав, Декларацию и программу движения, избравшая сопредседателями Думы РХДД В. Аксючица, Г. Анищенко и священника В. Полосина. Фактическим лидером движения был Аксючиц. Главным редактором газеты РХДД «Путь» в 1990—1994 годах был Г. Анищенко. 6 июня 1991 г. устав РХДД зарегистрирован Минюстом РСФСР.
РХДД было представлено в высших законодательных органах России в 1990 году четырьмя депутатами (Виктор Аксючиц, Глеб Якунин, Вячеслав Полосин и Владимир Крючков), а в 1992—93 годах — двенадцатью (шестеро из которых входили в руководство движения). В августе 1991 года Глеб Якунин вышел, а Илья Константинов вступил в РХДД. До 1993 года в движение входил нижегородский губернатор Борис Немцов. Депутаты-члены РХДД инициировали создание Комитета по свободе совести, подготовили и добились принятия закона «О свободе вероисповеданий», постановлений Верховного Совета об отмене репрессивных ленинско-сталинских декретов о религии, роспуске Совета по делам религий, предоставлении религиозным организациям статуса юридического лица, освобождении религиозной деятельности от налогов, учреждении дня Рождества Христова выходным днём, разрешении религиозным организациям публичного церковного служение, миссионерской, благотворительной, просветительской деятельности.
В октябре 1990 года РХДД стало одним из инициаторов создания движения «Демократическая Россия» и вошло в него в качестве коллективного члена. Внутри «Демократической России» РХДД занимало особые — национал-либеральные («демопатриотические») — позиции, что обусловило создание им в апреле 1991 года совместно с Демократической партией России и КДП-ПНС, Конструктивно-демократического блока «Народное согласие». Как и остальные партии блока «Народное согласие», РХДД выступало за подписание Союзного договора и за сохранение в составе Союза максимально большего числа республик и территорий. В случае отделения республик от СССР В. Аксючиц считал необходимым пересмотр межреспубликанских границ в пользу России (Крым, Приднестровье, Северный Казахстан). К осени 1991 г. трения между блоком «Народное согласие» и основной группой руководителей «Демократической России» привели к тому, что на II съезде движения (9—10 ноября 1991 г.) партии блока, в том числе РХДД, покинули «ДемРоссию». Депутаты-члены РХДД стали ядром фракции «Российский союз». «Народное согласие» в декабре 1991 выступило против Беловежских соглашений.
РХДД включала в свой состав две структуры: движение и партию. Численность движения на лето 1990 года составляла около 15 тыс. человек. На момент регистрации партии в июне 1991 года её численность превышала 6 тыс. человек. В начале 1992 года численность Российского христианско-демократического движения выросла: в партии насчитывалось 9-10 тыс. человек, в движении 17 тыс.

## За единую неделимую Россию
Г. Анищенко на Втором съезде РХДД так очертил границы России: «В идеале мы видим Российское государство близким к тому, как его видит Солженицын, — как единое государство славянских территорий и Казахстана, отношения же с большинством республик бывшего СССР могут строиться на конфедеративной основе». РХДД активно выступало на стороне Верховного Совета в момент острого противостояния его с правительством. В январе 1992 г. руководство РХДД заявило о своем переходе в «конструктивную» оппозицию правительству Б. Ельцина. В дальнейшем его оппозиционность быстро нарастала. В начале 1992 г. председатель РХДД В. Аксючиц выступил с инициативой проведения Конгресса гражданских и патриотических сил России с целью создания «демопатриотического блока в политическом диапазоне от Травкина до Бабурина». На Конгрессе, который прошел в киноконцертном зале «Россия» 8-9 февраля 1992 г., выступил с речью вице-президент РФ Александр Руцкой, что ознаменовало его окончательный переход в оппозицию к действующему президенту Борису Ельцину. На Конгрессе было создано Российское Народное Собрание — организация, в которой, кроме РХДД, приняли участие также КДП-ПНС Михаила Астафьева и ряд национал-патриотических группировок значительно более радикального толка. В руководство РНС также вошли умеренные патриоты — депутаты Верховного Совета из группы «Смена — Новая политика», а также Дмитрий Рогозин и Алексей Подберезкин, которые представляли Российско-американский университет. РХДД намеревалось объединить либеральных патриотов и привить либеральные идеи умеренным патриотам, но этого не получилось, так как подавляющее большинство патриотических организаций к тому времени находилось под сильным влиянием прокоммунистических организаций, опирающихся на патриотических лозунги. Идя на компромиссы ради сохранения союзников, РХДД постепенно приобретало имидж всё более правого движения, теряя представителей своего либерального крыла, в частности из Движения вышел бывший политзаключённый В. Сендеров. Но представители консервативного крыла РХДД считали его недостаточно радикальным, отказ от вступления во Фронт национального спасения (ФНС), объединивший национал-патриотов и коммунистов, привёл к выходу из РХДД И. Константинова, возглавившего ФНС.

## Растворение в национал-патриотической среде
После октября 1993 года РХДД попробовало выдвинуть свой список на выборах в Государственную думу. Несмотря на то что в первую тройку списка вошёл писатель и олимпийский чемпион Юрий Власов, собрать необходимое число подписей не удалось и РХДД фактически выбыло из большой политики. На съезде 25 февраля 1995 года в названии РХДД слово «демократическое» было заменено на слово «державное», лидеры участвовали в создании «Социал-патриотического движения „Держава“», но затем покинули его. На выборах в Государственную думу 1995 года РХДД вошло в «Блок Станислава Говорухина» (Аксючиц получил третье место в списке), набравший лишь 0,99 % голосов, а на президентских выборах поддерживало Юрия Власова, набравшего в первом туре 0,2 % голосов.
Вернуться из политической тени РХДД не удалось, умеренно национал-патриотическая версия христиански ориентированной партии к 1997 году фактически прекратила существование[уточнить]. Отказавшись от демократической ориентации, партия превратилась в одну из национал-патриотических организаций, для которых православие — один из вспомогательных инструментов укрепления государства, но сторонников подобных взглядов в то время удалось привлечь КПРФ, использовавшей народно-патриотические лозунги.
В 2012—2014 годах Виктор Аксючиц при поддержке бывших членов руководства РХДД Глеба Анищенко, Владимира Семенко, Михаила Болотовского, Владимира Кудрявцева и других, а также проф. Валерия Расторгуева предпринял попытку возродить партию под новым названием — «Российское христианское движение» (РХД), но из-за организационных и финансовых проблем идея не была реализована.